# Związek gmin Sigmaringen
Związek gmin Sigmaringen – związek gmin (niem. Gemeindeverwaltungsverband) w Niemczech, w kraju związkowym Badenia-Wirtembergia, w rejencji Tybinga, w regionie Bodensee-Oberschwaben, w powiecie Sigmaringen. Siedziba związku znajduje się w mieście Sigmaringen.
Związek zrzesza jedno miasto i pięć gmin wiejskich:
- Beuron, 688 mieszkańców, 35,11 km²
- Bingen, 2 783 mieszkańców, 37,01 km²
- Inzigkofen, 2 904 mieszkańców, 28,76 km²
- Krauchenwies, 5 023 mieszkańców, 44,66 km²
- Sigmaringen, miasto, 16 252 mieszkańców, 92,85 km²
- Sigmaringendorf, 3 653 mieszkańców, 12,47 km²